# Bill Holland (cestista)
William James Holland, detto Bill (Greenville, 10 aprile 1914 – Plymouth, 26 febbraio 2000), è stato un cestista statunitense, professionista nella NBL.

## Carriera
Giocò per tre stagioni nella NBL, disputando complessivamente 57 partite con 5,2 punti di media.